# Efferia
Efferia is een geslacht van roofvliegen (Asilidae). De wetenschappelijke naam is gepubliceerd door Daniel William Coquillett in 1893. In 1910 duidde Coquillett Efferia candida als de typesoort aan.
Efferia komt voor in de Nieuwe Wereld en is daar het geslacht met de meeste roofvliegensoorten met (in 2012) meer dan 230 beschreven soorten en velen die nog niet zijn beschreven.
De zwarte of grijze roofvliegen zijn opportunistische predatoren; ze overvallen allerlei andere insecten, meestal tijdens de vlucht. De prooien van Efferia staminea zijn andere Diptera maar ook diverse Homoptera, Hemiptera, Neuroptera of Hymenoptera. De vlieg injecteert met haar hypopharynx (een van haar monddelen) proteasen in haar prooi en zuigt nadien de vloeibaar geworden, verteerde lichaamsdelen ervan op. 

## Soorten
- E. aestuans (Linnaeus, 1763)
- E. albibarbis (Macquart, 1838)
- E. albiventris (Macquart, 1850)
- E. amarynceus (Walker, 1849)
- E. anacapai (Wilcox & Martin, 1945)
- E. anomala (Bellardi, 1861)
- E. anomalus (Bellardi, 1861)
- E. antiochi Wilcox, 1966
- E. anza Forbes, 1988
- E. apicalis (Wiedemann, 1821)
- E. argentifrons (Hine, 1911)
- E. argyrosoma (Hine, 1911)
- E. aridus (Williston, 1893)
- E. armatus (Hine, 1918)
- E. aurimystaceus (Hine, 1919)
- E. auripilus (Hine, 1916)
- E. aurivestitus (Hine, 1919)
- E. azteci Wilcox, 1966
- E. basingeri Wilcox, 1966
- E. basini Wilcox, 1966
- E. bastardi (Macquart, 1838)
- E. beameri Wilcox, 1966
- E. belfragei (Hine, 1919)
- E. benedicti (Bromley, 1940)
- E. bexarensis (Bromley, 1934)
- E. bicaudatus (Hine, 1919)
- E. bicolor (Bellardi, 1861)
- E. bryanti Wilcox, 1966
- E. cabeza Wilcox, 1966
- E. caliente Wilcox, 1966
- E. californicus (Schaeffer, 1916)
- E. candida Coquillett, 1893
- E. canellus (Bromley, 1934)
- E. canus (Hine, 1916)
- E. caymanensis Scarbrough, 1988
- E. clementei (Wilcox and Martin, 1945)
- E. completa (Macquart, 1838)
- E. completus (Macquart, 1838)
- E. coquilletti (Hine, 1919)
- E. costalis (Williston, 1885)
- E. coulei Wilcox, 1966
- E. cressoni (Hine, 1919)
- E. cuervanus (Hardy, 1943)
- E. chapadensis (Bromley, 1928)
- E. davisi Wilcox, 1966
- E. deserti Wilcox, 1966
- E. duncani Wilcox, 1966
- E. ehrenbergi Wilcox, 1966
- E. femoratus (Macquart, 1838)
- E. frewingi Wilcox, 1966
- E. gila Wilcox, 1966
- E. grandis (Hine, 1919)
- E. halli Wilcox, 1966
- E. harveyi (Hine, 1919)
- E. helenae (Bromley, 1951)
- E. imperialis Forbes, 1988
- E. incognita Forbes, 1987
- E. inflatus (Hine, 1911)
- E. interruptus (Macquart, 1834)
- E. jubatus (Williston, 1885)
- E. kansensis (Hine, 1919)
- E. kelloggi Wilcox, 1966
- E. knowltoni (Bromley, 1937)
- E. kondratieffi Bullington and Lavigne, 1984
- E. latrunculus (Williston, 1885)
- E. leucocomus (Williston, 1885)

- E. luna Wilcox, 1966
- E. macroxipha Forbes, 1988
- E. mesquite (Bromley, 1951)
- E. monki (Bromley, 1951)
- E. mortensoni Wilcox, 1966
- E. nemoralis (Hine, 1911)
- E. neoinflata Wilcox, 1966
- E. neosimilis Forbes, 1987
- E. ordwayae Wilcox, 1966
- E. pallidulus (Hine, 1911)
- E. parkeri Wilcox, 1966
- E. pavida (Williston, 1901)
- E. pernicis Coquillett, 1893
- E. pilosus (Hine, 1919)
- E. pinali Wilcox, 1966
- E. plenus (Hine, 1916)
- E. pogonias (Wiedemann, 1821)
- E. prairiensis (Bromley, 1934)
- E. prattii (Hine, 1919)
- E. productus (Hine, 1919)
- E. prolificus (Osten Sacken, 1887)
- E. pumila (Macquart, 1850)
- E. rapax (Osten Sacken, 1887)
- E. schadei (Bromley, 1951)
- E. setigera Wilcox, 1966
- E. singularis (Macquart, 1838)
- E. slossonae (Hine, 1919)
- E. snowi (Hine, 1919)
- E. speciosa (Philippi, 1865)
- E. spiniventris (Hine, 1919)
- E. staminea
- E. stramineus (Williston, 1885)
- E. subappendiculatus (Macquart, 1838)
- E. subaridus (Bromley, 1940)
- E. subcupreus (Schaeffer, 1916)
- E. subpilosus (Schaeffer, 1916)
- E. tabescens Banks, 1919
- E. tagax (Williston, 1885)
- E. texanus (Banks, 1919)
- E. tolandi Wilcox, 1966
- E. tricella (Bromley, 1951)
- E. tricellus (Bromley, 1951)
- E. truncatus (Hine, 1911)
- E. tuberculatus (Coquillett, 1904)
- E. tucsoni Wilcox, 1966
- E. utahensis (Bromley, 1937)
- E. varipes (Williston, 1885)
- E. vertebratus (Bromley, 1940)
- E. wilcoxi (Bromley, 1940)
- E. willistoni (Hine, 1919)
- E. yermo Wilcox, 1966
- E. yuma Wilcox, 1966
- E. zonatus (Hine, 1919)